# Plynojem

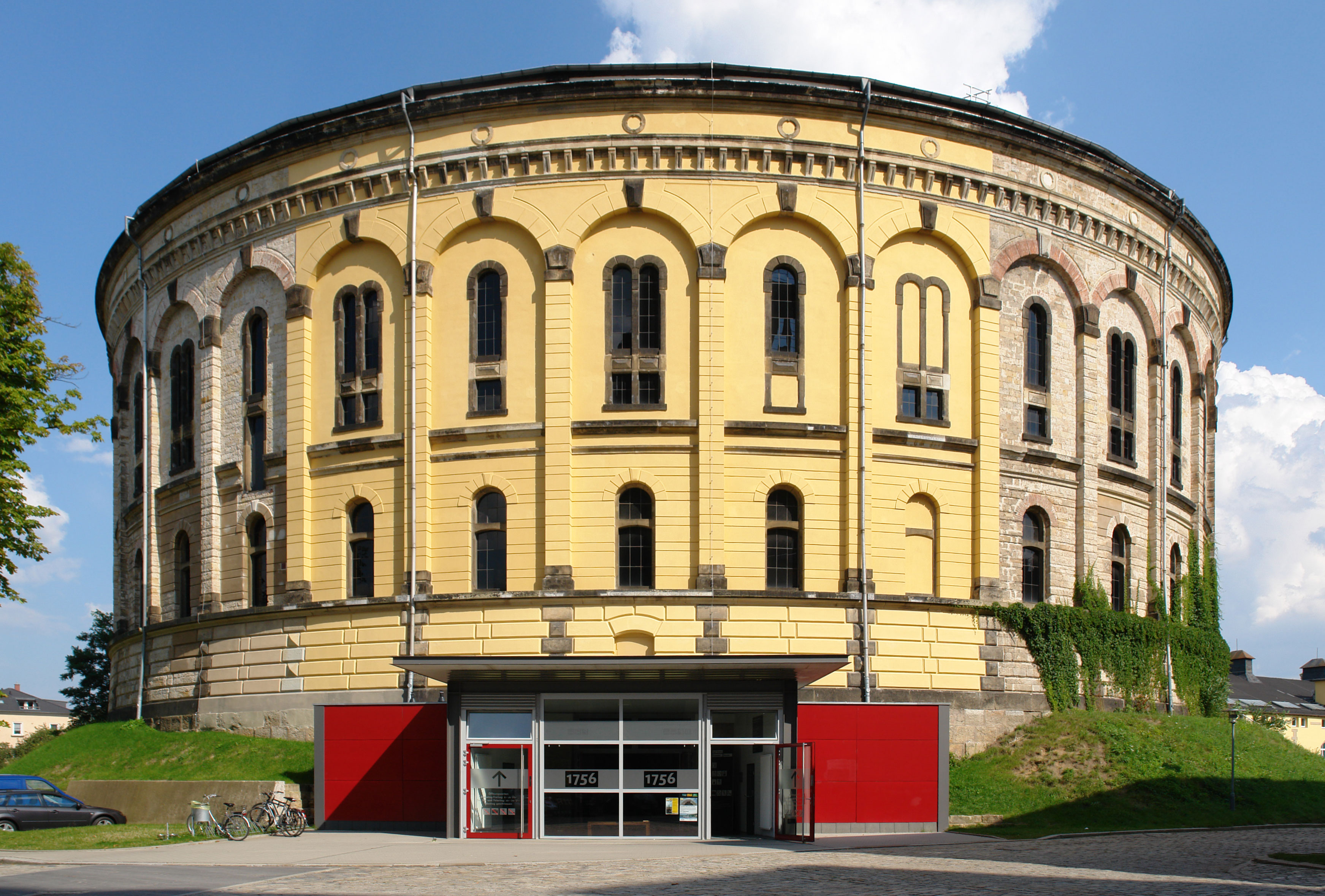
Panometer, nejstarší plynojem v Drážďanech (1847–1891)

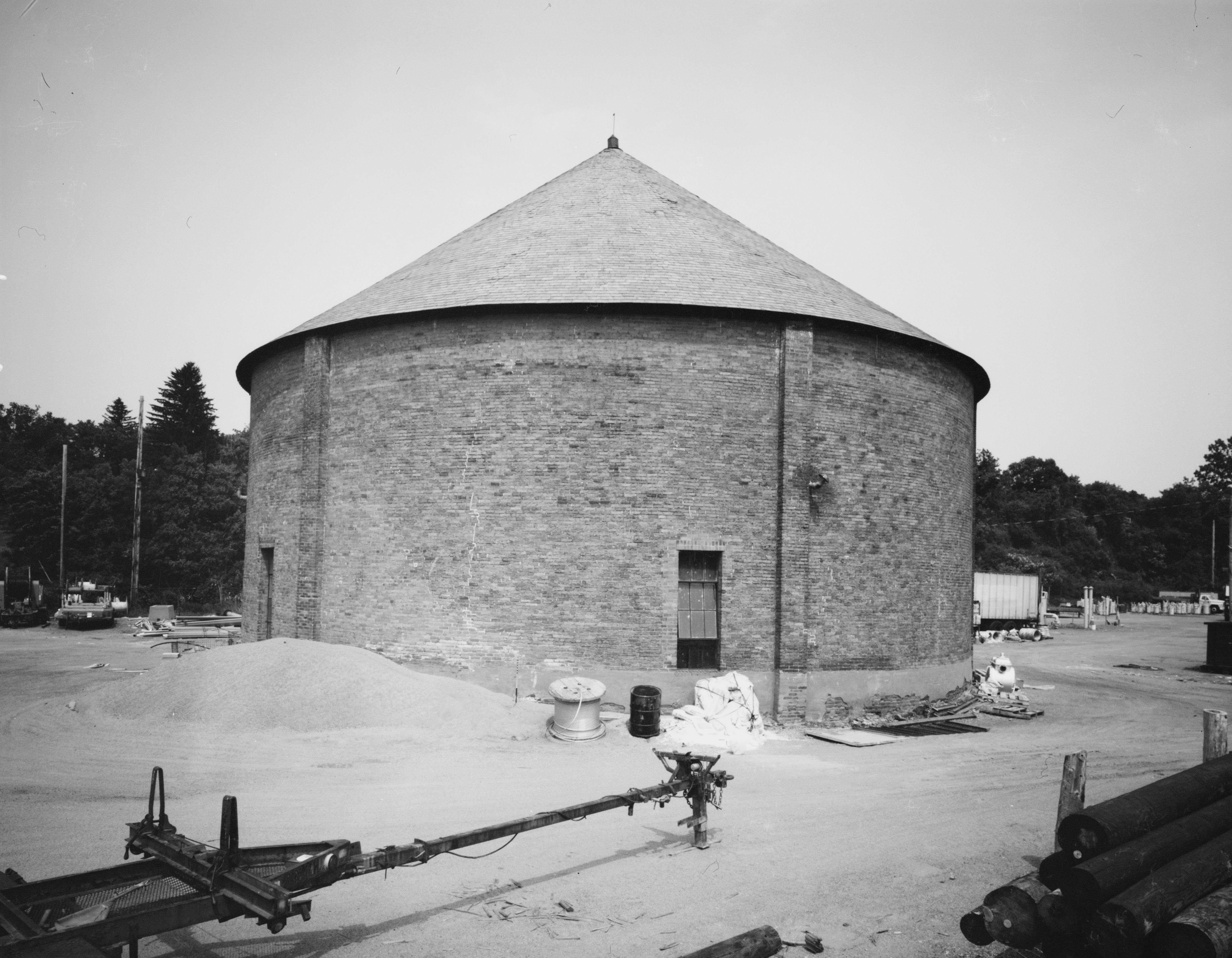
Saratoga Springs, New York (1873)

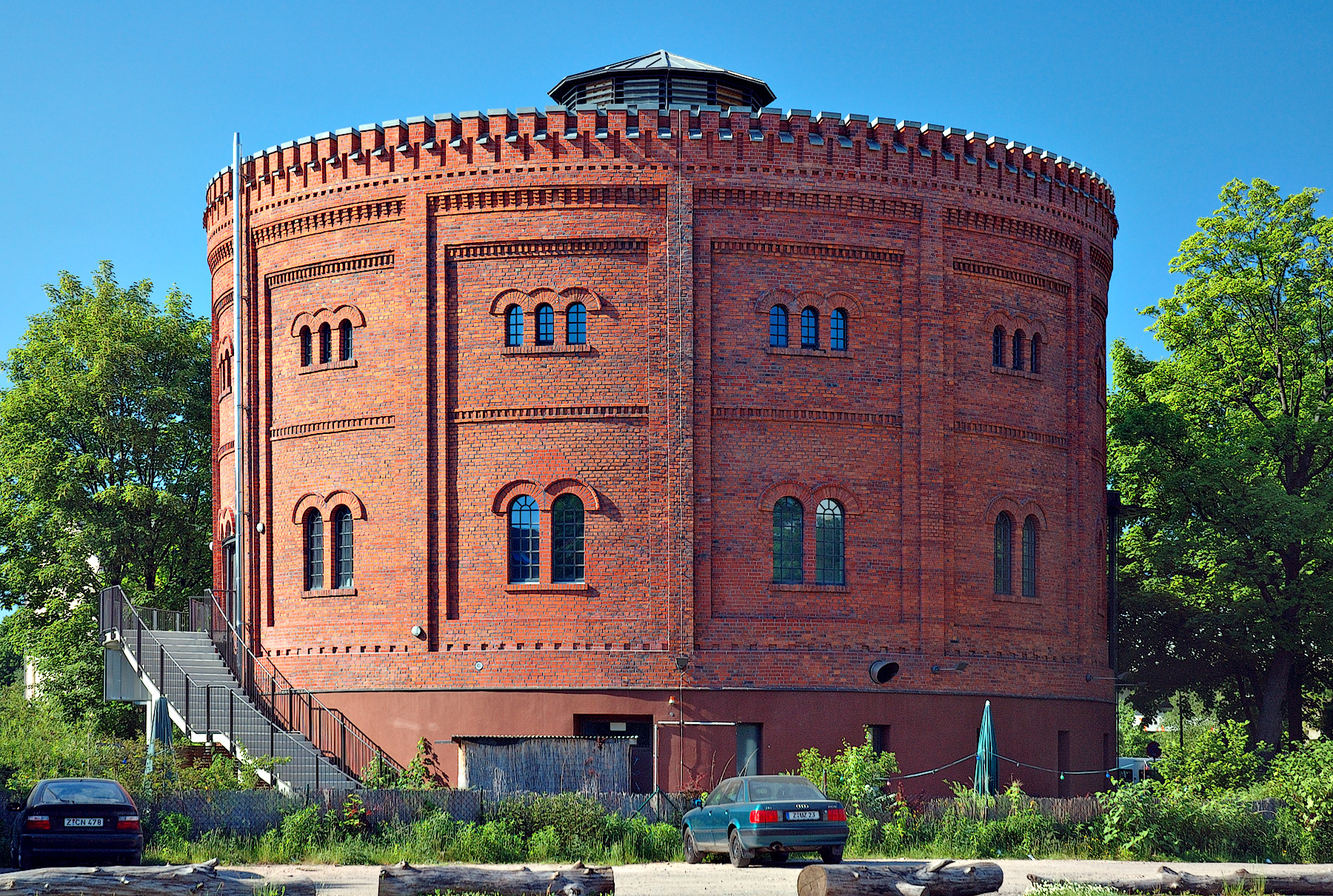
Nejstarší plynojem ve Cvikově (1874)

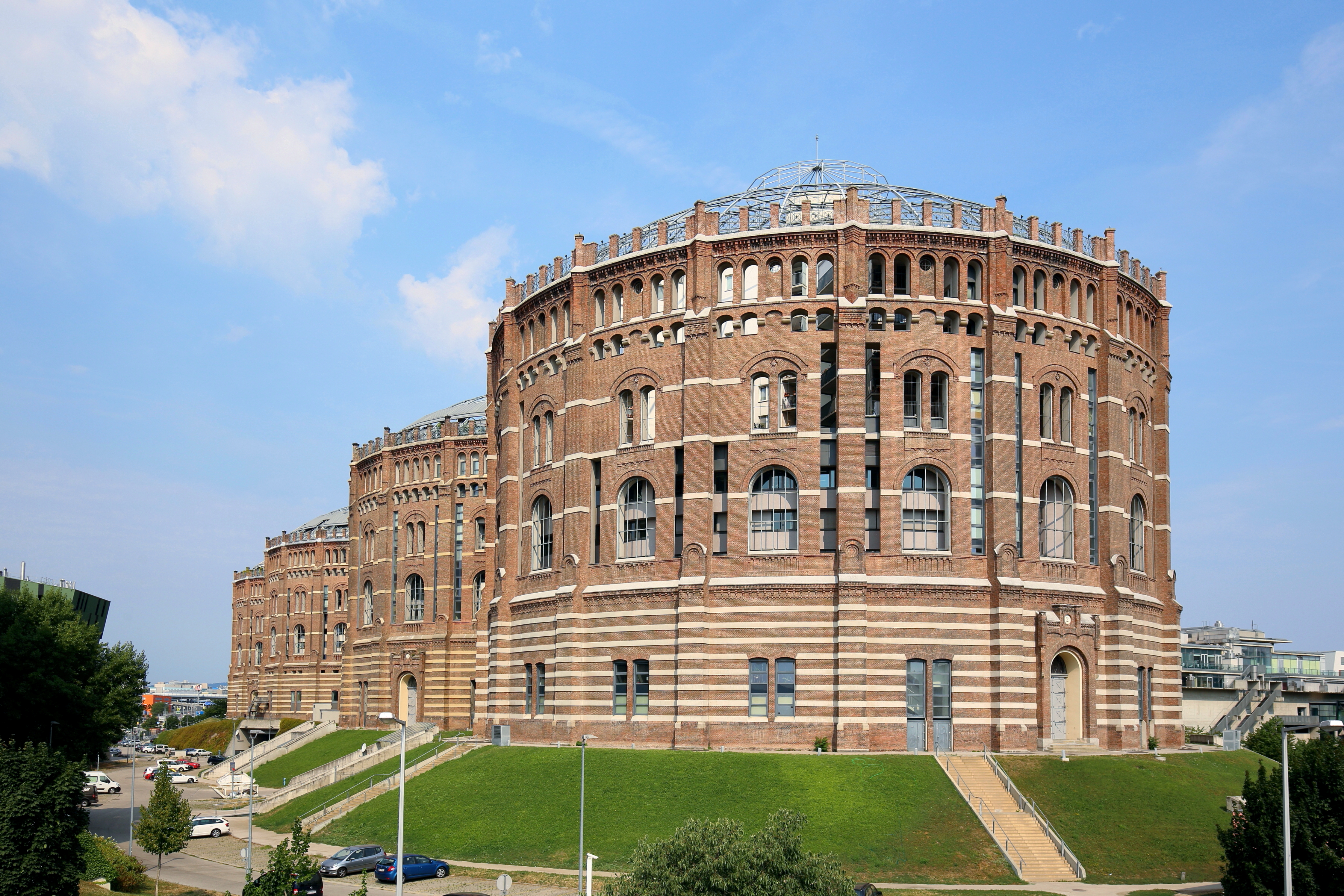
Jedna ze čtyř budov starých plynojemů ve Vídni

Plynojem je městská průmyslová stavba, sloužící k uskladňování technických plynů, obvykle válcového nebo kulového tvaru.
Běžně se používaly tři druhy plynojemů:
- Mokrý teleskopický plynojem – je tvořen válcovou nádobou, která je zdola otevřena a ponořena do vody. Plyn se jímá mezi vodní hladinu a nádobu, která se podle potřeby tlakem plynu vynořuje z vody. Jedná se o typ stavěný již od počátku 19. století
- Suchý plynojem – je tvořen válcovou nádobou, která je zdola uzavřena a uvnitř je vybavena pístem, který se může volně pohybovat nahoru a dolů. Plyn se jímá mezi dno nádoby a píst, který se podle potřeby tlakem plynu zvedá nebo klesá. Suchý plynojem byl vynalezen německou firmou MAN v roce 1915. Příkladem suchého plynojemu byl plynojem v Praze – Michli (shořel v roce 1961), největší nadzemní plynojem všech dob v českých zemích i Československu u plynárny v Horních Měcholupech (rozebrán po roce 1981) nebo nejstarší suchý plynojem na Ostravsku v Ostravě – Vítkovicích (jediný ještě nýtovaný, zlikvidován v roce 2021)
- Tlakový plynojem – nádoba je obvykle kulová, plyn je jímán pod vysokým tlakem. Nejstarší plynojem tohoto typu v ČR tvoří dominantu pražské Libně.

Mohutné plynojemy byly součástí průmyslových areálů a městských aglomerací zhruba od poloviny 19. do druhé poloviny 20. století. Sloužily především k jímání svítiplynu, kterým se v té době osvětlovaly ulice i domácnosti. V současnosti jsou jejich stavby buď rozebrány, nebo slouží pro jiné účely (bydlení, muzea). V letech 2019–2022 bylo dosavadní užívání revidováno v souvislosti s novou koncepcí plynojemů pro zkapalněný plyn.

## Historické budovy plynojemů (výběr)
- Leeds (Anglie) – první z anglických plynojemů, podle Hutchinsonova patentu z roku 1833
- Pittsburgh (Spojené státy) – největší plynojem na světě o objemu 140 000 m³, explodoval v roce 1927
- Drážďanský plynojem – první ze tří byl postaven roku 1847, přestavěn 1891, vybombardován 1944, rekonstruován, nyní Panometer
- Norimberský plynojem z roku 1847, nejstarší v Bavorsku, v letech 1943–1944 vybombardován, roku 1954 nahrazen novostavbou
- Dva válcové plynojemy ve Cvikově (1874, 1890)
- Berlínský plynojem – válcový, ve Fichtelstrasse, z let 1883–1884, jediný dochovaný ze soustavy čtyř, za druhé světové války sloužil jako bunkr
- Čtyři válcové plynojemy ve Vídni-Simmeringu (1896–1899) pro objem 90 000 m³ plynu, přestavěny na činžovní domy, nákupní galerii a městský archiv; další plynojem se dochoval v Brigittenau

### V Česku
- Žižkovský plynojem v Praze – z let 1862–1863, zbořen kolem roku 1930
- Libeňský plynojem v Praze – kulovitý, z let 1931–1932, dosud stojící